# Chamaedorea tepejilote
Espèce
Synonymes
- Chamaedorea anomospadix   Burret
- Chamaedorea casperiana 	Klotzsch
- Chamaedorea columbica 	Burret
- Chamaedorea exorrhiza  Dammer*
- Chamaedorea sphaerocarpa  Burret
- Chamaedorea wendlandiana  (Oerst.) Hemsl.
- Edanthe veraepacis  O.F.Cook
- Nunnezharia casperiana  (Klotzsch) Kuntze
- Nunnezharia tepejilote 	(Liebm.) Kuntze
- Nunnezharia wendlandiana  (Oerst.) Kuntze
- Stephanostachys casperiana  (Klotzsch) Oerst.
- Stephanostachys tepejilote  (Liebm.) Oerst.
- Stephanostachys wendlandiana  Oerst.

Chamaedorea tepejilote, également connu sous le nom de palmier pacaya, est une espèce de palmier du genre Chamaedorea que l'on trouve dans le sous-bois  des forêts tropicales du sud du Mexique, de l'Amérique centrale et du nord de la Colombie .

## Classification
- Sous-famille des Arecoideae
  - Tribu des Chamaedoreeae [2]

## Description
- Port  : solitaire, parfois cespiteux, érigé, parfois décombant, de 2 à 7 m de haut guère plus, ses cespiteux formant des touffes de 3 à 4 m de large.

- Tiges  : 2-10 cm de diamètre, vertes, fortement annelées, entre-nœuds de 2-15 cm de long, souvent avec des racines secondaires plus ou moins proéminentes à la base.

- Feuilles  : 3-7, étalées, pennées ;  gaine de 20 à 40 cm de long, tubulaire, obliquement ouverte apicale, verte, à nerf strié ;  pétiole de 10-30 cm de long, légèrement cannelé et vert dessus, arrondi et pâle dessous ;  rachis de 0,5-1,4 m de long, coudé et vert dessus, arrondi dessous avec une bande jaune distincte s'étendant sur la gaine ;  pennes (6-) 12-25 de chaque côté du rachis, pennes médianes les plus grandes, ces 16-70 x 3,5-7,5 cm, largement linéaires-lancéolées à longuement lancéolées, sigmoïdes, falciformes, rétrécies à la base, longuement acuminées à l'apex, subopposées, étalées ou parfois tombantes, fines, vert lustré, 5-10 nervures primaires carénées dessus, jaunâtres et brillantes dessous avec 4-5 secondaires ou plus espacées, souvent presque aussi proéminentes que les primaires, tertiaires fines et nombreuses surtout dans les grandes  pennes.

- Inflorescences : infrafoliaires, dressées-étalées, solitaires, de 25 à 60 cm de long ;  pédoncules de 6-27 cm de long, robustes, épais ;  bractées 4-5, jusqu'à 20 cm de long, inférieures courtes et tronquées, supérieures assez saillantes et en forme de capuchon, ± fibreuses, séchant ± ligneuses, longitudinalement striées, vertes devenant brunâtres dans les fleurs et les fruits ;  rachis de 1 à 30 cm de long, fleurs vertes à jaunes, fruits rouge orangé.  Étamines à 7-50 rachilles, ces 6-17 cm de long, étalées ou pendantes, jaune-vert.  Pistillé avec 5-20 rachilles, ces 3-30 cm de long, ± épaisses, étalées, droites ou flexueuses, ± coudées, jaune verdâtre à vertes, finement tachetées de blanc en fleur, rouge-orangé en fruit.

- Fleurs : Staminées en 4-8 spirales très denses, contiguës, 22,5 x 3,5-5 mm, déprimées-globuleuses, de forme irrégulière par pression mutuelle, jaunes, aromatiques, assises dans des dépressions elliptiques peu profondes de 2,5-3 mm de long ; calice 0,5 x 3,5-5 mm, à peine lobé, annulaire, membraneux, vert, partiellement adné aux côtés de la dépression et de forme similaire, sépales connés presque à l'apex, droits à l'apex ; pétales de 2-2,5 x 2,5-3,5 mm, deltoïdes, valvaires, apparaissant comme connés à la base en raison de l'entassement mais essentiellement distincts, infléchis dans le bourgeon, s'étalant apicale à l'anthèse, ± charnus, épais, légèrement nervurés à l'intérieur ;  étamines égales ou dépassant à peine les pétales, filets de 1,25-1,5 mm de long, verts, anthères de 0,5-0,75 mm de long, ellipsoïdes, séparées à la base, entières à l'apex, jaunes ;  pistillode 0,75-1,25 mm de haut, plus court ou égalant les étamines, mince, 3-lobé apicalement.  Pistillé en spirales denses ou lâches, 2-2,5 x 4-5 mm, conique subglobuleux, verdâtre à jaune ou blanchâtre, légèrement enfoncé dans des dépressions elliptiques-arrondies peu profondes de 1,5-3 mm de diamètre;  calice 0,5 x 4-5 mm, profondément ou à peine lobé, verdâtre, membraneux, devenant ondulé chez le fruit, sépales libres ou brièvement connés et/ou imbriqués à la base, largement arrondis à l'apex ;  pétales de 2-2,5 x 4-5 mm, largement ovales à triangulaires, imbriqués presque jusqu'à l'apex, ± épais, charnus, arrondis à aigus à l'apex, généralement ondulés et bordés de brun chez le fruit ;  staminodes 0-6, petits, subtriangulaires ;  pistil 2-2,5 x 3-4,5 mm, jaune-vert, globuleux, styles absents, lobes du stigmate sessiles mais exserts bien au-delà des pétales, séparés, recourbés, coudés, de couleur claire.

- Fruits : jusqu'à 10-15(20) x 7-8 mm, ellipsoïdes à ovoïdes ou presque globuleux, bleu-vert à maturation noire, carpelles abortifs généralement adhérents au fruit, épicarpe fin, légèrement membraneux, mésocarpe légèrement charnu, vert, aromatique, endocarpe  légèrement membraneuse, fibreuse ;  graines 9-11 x 5-6,5 mm, ellipsoïdes, brunâtres.

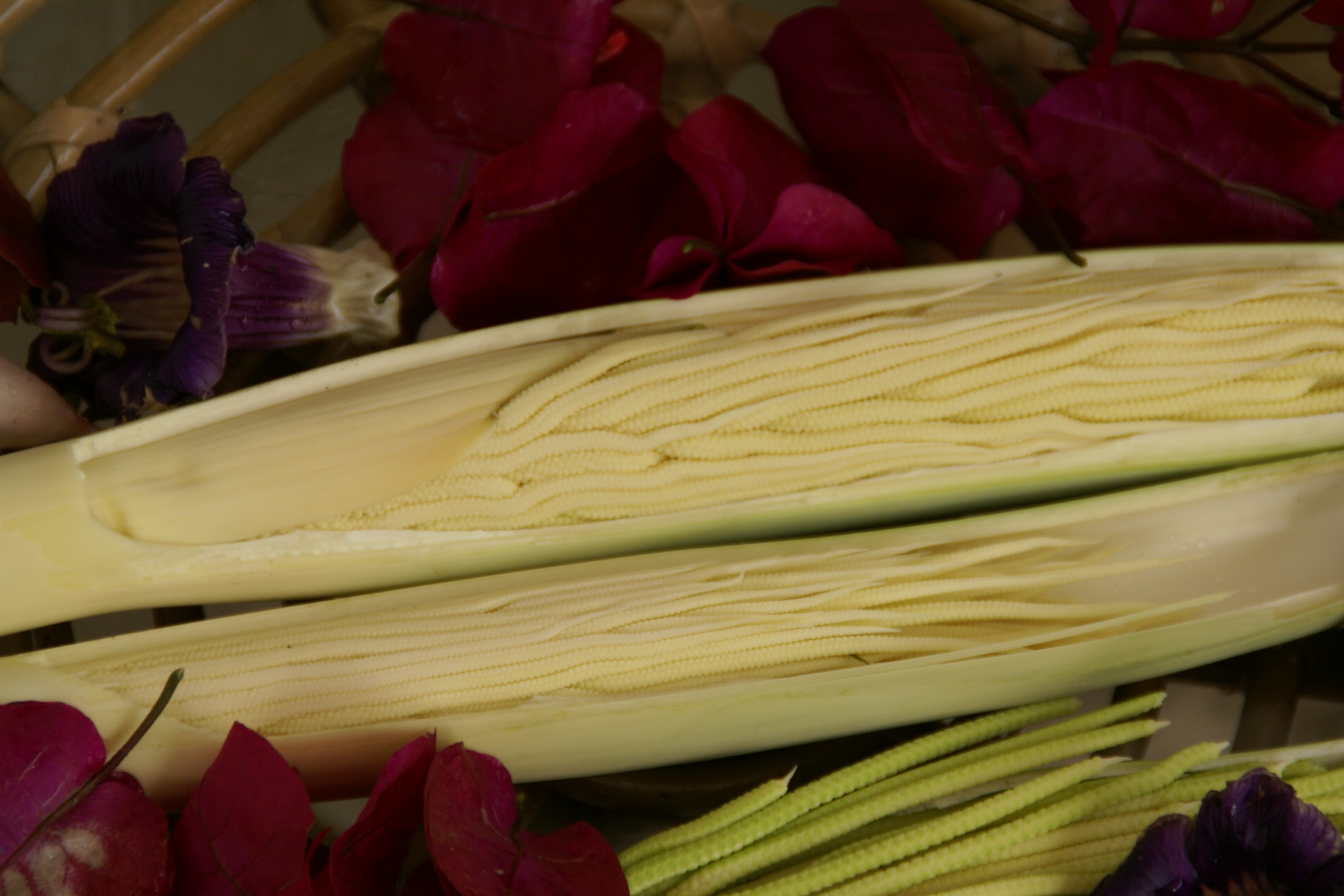
Inflorescence comestible du palmier pacaya (entre autres fleurs)

## Usages
Les inflorescences mâles immatures de la plante sont considérées comme un mets délicat au Guatemala et au Salvador . Les inflorescences non ouvertes ressemblent à un épi de maïs en apparence et en taille . En effet, le mot tepejilote signifie «maïs de montagne» en langue nahuatl . Il  a été choisi en raison de cette ressemblance . Le nom commun 'pacaya', se référant à la fois à la plante et à ses fleurs comestibles, et pourrait être dérivé du volcan Pacaya .
Ce met Pacaya a un goût un peu amer, mais bien moins dans les variétés cultivées . Il se déguste en salade (en particulier le fiambre, une salade traditionnellement consommée au Guatemala le jour des morts ) ou recouvert de pâte aux œufs et frit . Ce dernier plat est appelé 'envueltos de pacaya', et il est souvent servi avec de la sauce tomate, comme des piments ou des poivrons farcis (chiles rellenos) .

## Culture
L'élégance de ce palmier combinée avec les qualités du genre (tolérance à une faible luminosité et facilité d'entretien)  le font utiliser comme plante d’intérieur. Ses stipes qui peuvent atteindre 10 cm de diamètre, annelés comme des bambous et ses feuilles vert foncé étalées lui donnent une apparence unique. De croissance assez rapide, il convient, en extérieur , plutôt a des climats tempérés chaud , aussi bien qu'a une ambiance tropicale.

## Galerie

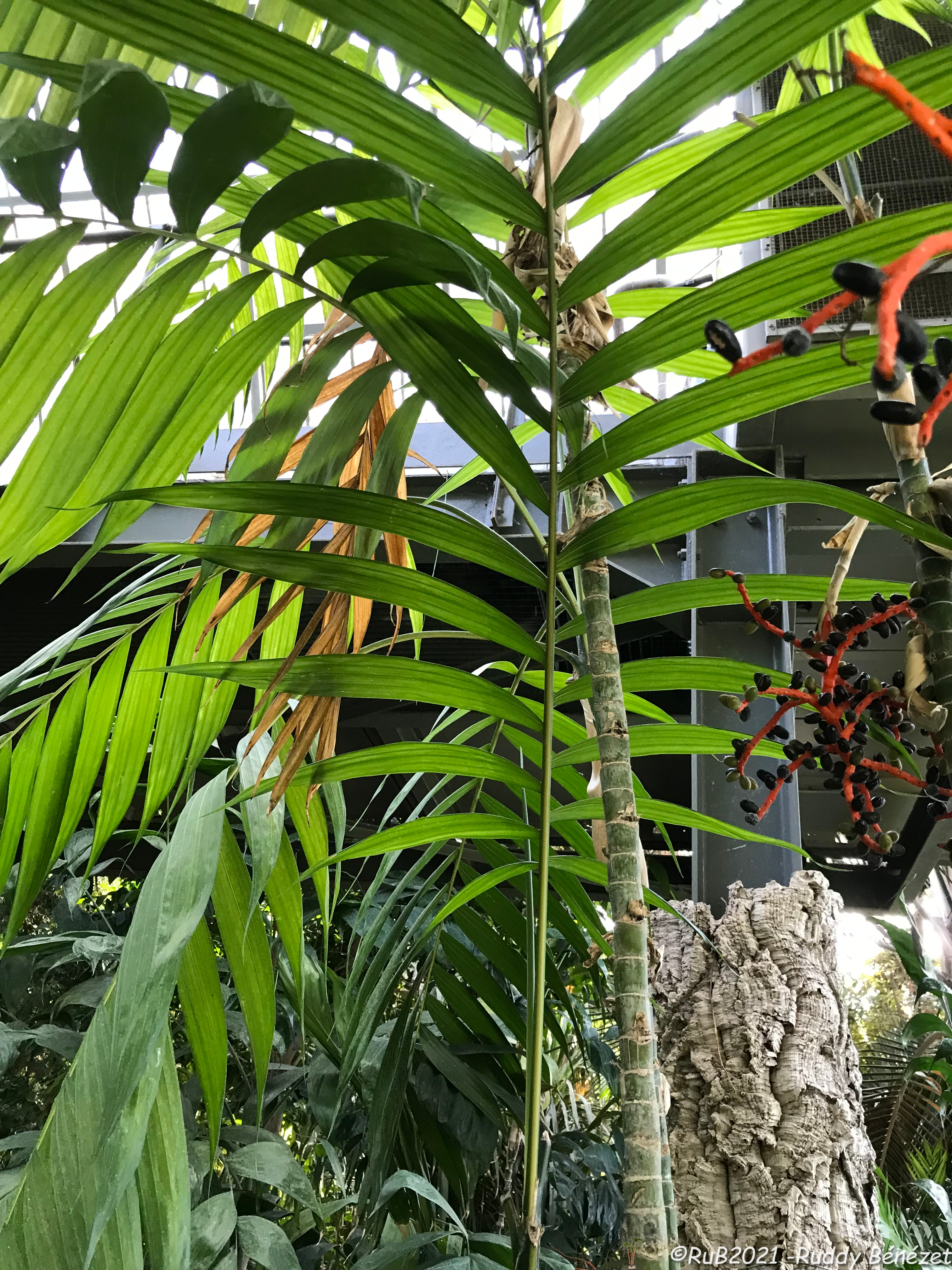
Feuillage du Chamaedorea tepejilote
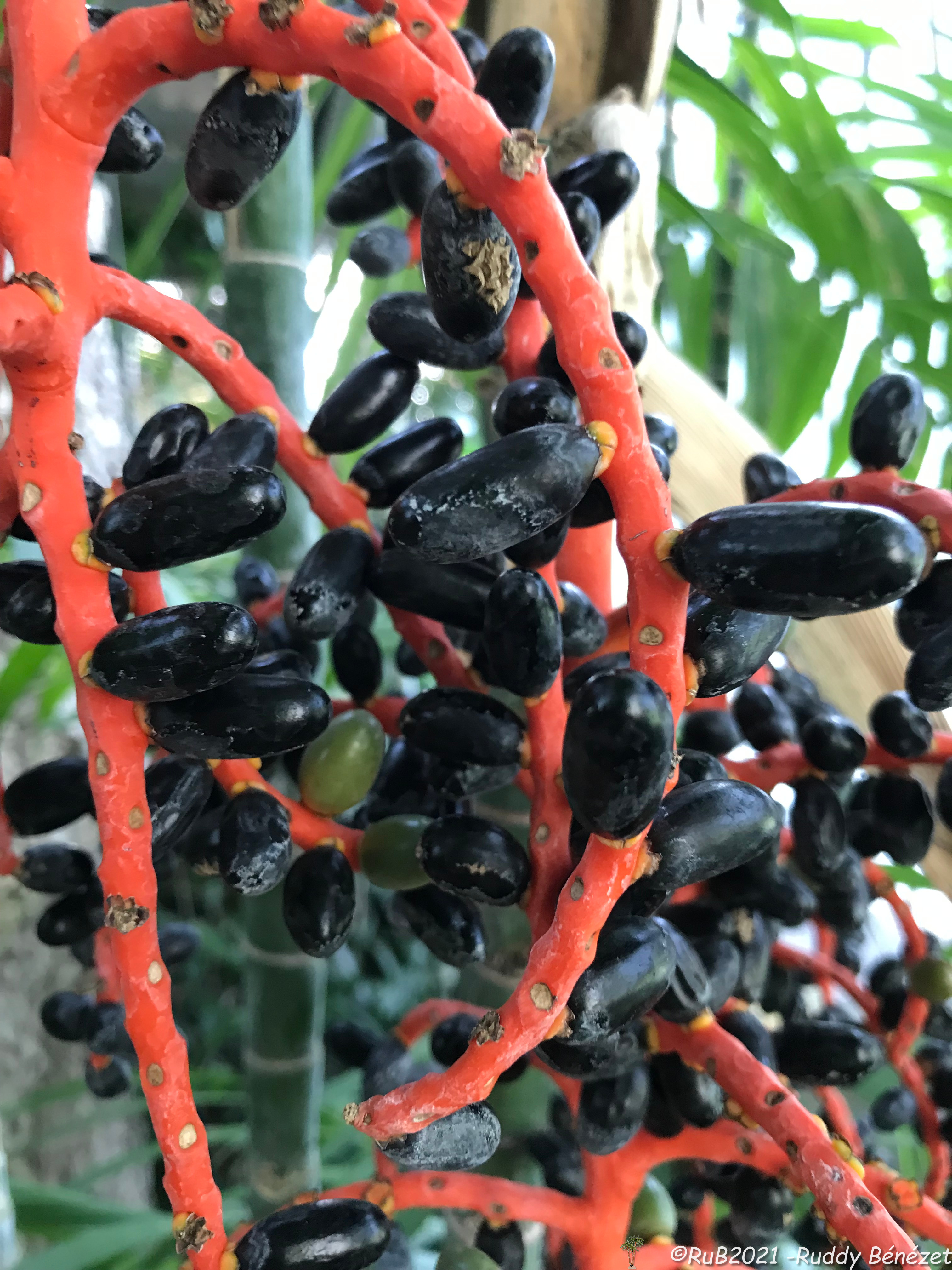
Fruits du Chamaedorea tepejilote
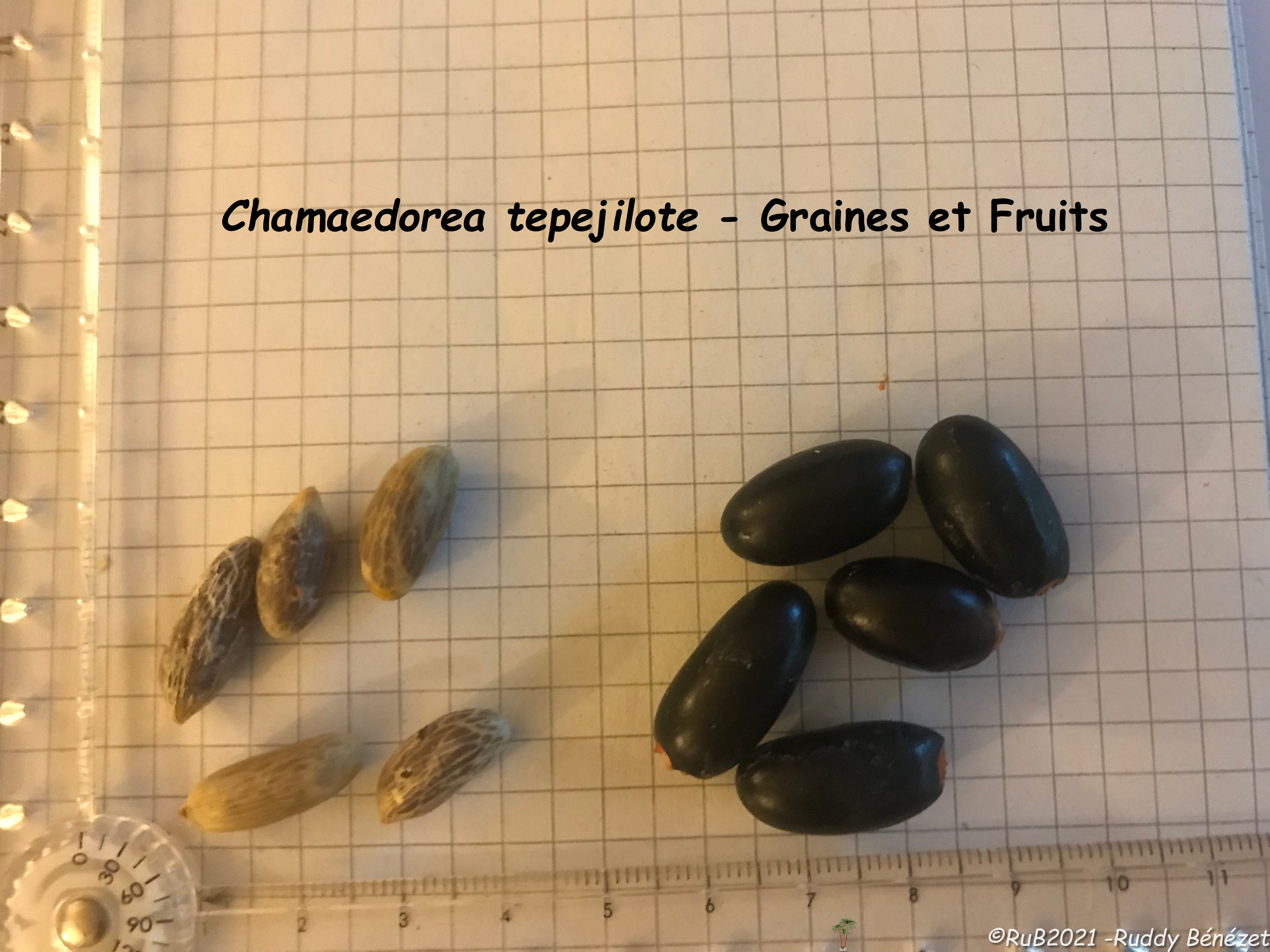
Fruits et Graines du Chamaedorea tepejilote